# Thomas Baust
Thomas Baust (* 19. August 1956 in Eckartsberga) ist ein deutscher Musikwissenschaftler, Hörfunkredakteur und Musikproduzent.

## Leben
Baust besuchte zunächst die Schule in Kelbra. Nach einem Umzug nach Bad Brambach im Jahr 1966 erhielt er an der dortigen Musikschule Cellounterricht, den er später am Robert-Schumann-Konservatorium in Zwickau fortsetzte. Sein Abitur legte er 1975 an der Zwickauer Erweiterten Oberschule Käthe-Kollwitz ab. Von 1977 bis 1982 studierte er Musikwissenschaften bei Walther Siegmund-Schultze, Bernd Baselt und Günter Fleischhauer an der Martin-Luther-Universität Halle und schloss sein Studium mit der Diplomarbeit Die Entwicklung der Sonatenhauptsatzform in der Sinfonik zwischen 1730 und 1760 ab.
Ab 1982 fungierte Baust als Musikredakteur beim damaligen Sender Leipzig im Funkhaus Springerstraße. Im April 1989 wechselte er für neun Monate als Leiter der Forschungsabteilung ans Institut für Aufführungspraxis Alter Musik im ehemaligen Kloster Michaelstein bei Blankenburg (Harz). Nach der Wende kehrte er im Januar 1990 wieder zum Sender Leipzig zurück und war dann von Juli 1990 bis Ende 1991 zuständiger Fachredakteur für Orgel und Alte Musik im Programm von Sachsen Radio 3.
Das Musikprogramm des 1992 gestarteten Kultursenders des Mitteldeutschen Rundfunks MDR KULTUR, bei dem Baust ab 1992 als Redakteur arbeitete, erhielt durch seine spezielle Repertoirekompetenz vielfältige Spielplanimpulse. Sein Wirken von 1996 bis 2017 als Produzent von Rundfunk-Studioproduktionen und Konzertmitschnitten brachte seltene Werke mitteldeutscher Alte Musik und vor allem Musiken von Heinrich Schütz, Georg Philipp Telemann und Johann Friedrich Fasch wiederentdeckend ins Radioprogramm und in Zusammenarbeit mit den Labels classic production osnabrück und Carus-Verlag auch als Tonträger in die Öffentlichkeit.
Neben seiner Tätigkeit als Produzent beförderte Baust als Redakteur auch das Entstehen musikhistorischer Radio-Features, die er überwiegend in Zusammenarbeit mit dem Leipziger Schauspieler und Regisseur Friedhelm Eberle und prominenten Darstellern realisierte.

## Musikfeatures (Auswahl)
- 1993: Steffen Lieberwirth: Anton Bruckner und Leipzig  mit Werner Godemann, Gert Gütschow, Günter Grabbert, Regie: Friedhelm Eberle
- 1994–1997: Peter Gugisch und Renate Gugisch: Und die Musik spielt dazu, mehrteilige Reihe
- 1997: Steffen Lieberwirth: „Als vielleicht höchste Freudenbotschaft für ihn...“ – Zur Uraufführung der Großen C-Dur Sinfonie von Franz Schubert im Gewandhaus zu Leipzig, Regie: Friedhelm Eberle
- 1999: Steffen Lieberwirth: Von Walcker bis Schuke – die Orgeln der Gewandhäuser zu Leipzig, mit Ingrid Hille, Siegfried Worch, Matthias Hummitzsch, Ellen Hellwig, Wolfgang Jacob u. a., Regie: Friedhelm Eberle
- 2001: Irmhild Kapelle/Friedhelm Eberle: Albert Lortzing – Ein Hörbild in Briefen, Regie: Friedhelm Eberle
- 2008: Robert Mieth: Herr Fasch geht durch die Stadt., Regie: Friedhelm Eberle
- 2012: Flötenkonzert in Sanssouci – Friedrich II, Regie: Friedhelm Eberle

## Aufnahmen als Produzent (Auswahl)
- Georg Philipp Telemann: 6 Orchestersuiten nach Die kleine Kammermusik, La Stagione Frankfurt, Michael Schneider
- Georg Philipp Telemann: Der Messias mit Veronika Winter, Marion Eckstein, Jan Kobow, Klaus Mertens, Telemannisches Collegium Michaelstein, Ludger Rémy
- Georg Philipp Telemann: Der Tod Jesu (Passionskantate TWV 5:6), mit Dorothee Mields, Britta Schwarz, Jan Kobow, Klaus Mertens, Magdeburger Kammerchor, Telemann-Kammerorchester Michaelstein, Ludger Remy
- Georg Philipp Telemann: Die Auferstehung TWV 6:7 (Oratorium, 1761), mit D. Mields, B. Schwarz, Andreas Post, Klaus Mertens, Reinhard Decker, Magdeburger Kammerchor, Kammerorchester Michaelstein, Lothar Hennig, Ludger Remy
- Georg Philipp Telemann: Hamburgische Kapitänsmusik (1724) TVWV 15:2 mit Magdalena Podkoscielna, Andreas Post, Matthias Vieweg, Ekkehard Abele, Telemannisches Collegium Michaelstein, Ludger Remy
- Georg Philipp Telemann: Kantaten, mit Dorothee Mields, Klaus Mertens, Accademia Daniel, Shalev Ad-El
- Georg Philipp Telemann: Passions-Kantaten, mit Klaus Mertens, Accademia Daniel, Shalev Ad-El
- Georg Philipp Telemann: Späte Kantaten, mit Dorothee Mields, Elisabeth Graf, Knut Schoch, Ekkehard Abele, Kammerchor Michaelstein, Telemannisches Collegium Michaelstein, Ludger Remy
- Georg Philipp Telemann: Weihnachtskantaten I, mit Dorothee Mields, Britta Schwarz, Dirk Schmidt, Wilfried Jochens, Ludger Remy, Magdeburger Kammerchor, Telemann-Kammerorchester Michaelstein
- Georg Philipp Telemann: Weihnachtsoratorium – Die Hirten an der Krippe zu Bethlehem TWV1: 797, mit Constanze Backes, Mechthild Georg, A. Post, K. Mertens, Kammerchor Michaelstein, Kammerorchester Michaelstein, L. Remy
- Georg Philipp Telemann: Barocke Bass-Kantaten aus Mitteldeutschland (Mügeln-Archiv), Mitwirkende: Klaus Mertens, Accademia Daniel, Shalev Ad-El

- Johann Friedrich Fasch: Ouvertüren-Sinfonien, mit Les Amis de Philippe, Ludger Remy
- Johann Friedrich Fasch: Kantaten & Orchesterwerke, mit Klaus Mertens, Deborah York, Accademia Daniel, Shalev Ad-El

- Gottfried Heinrich Stölzel: Cantatas for Pentecost 1737, mit Dorothee Mields (soprano), Martin Wölfel (alto), Jan Kobow (tenor), Christian Immler (bass), Telemannisches Collegium Michaelstein, Ludger Rémy
- Gottfried Heinrich Stölzel: Weihnachtsoratorium (Kantaten 1-5), mit Britta Schwarz, Henning Voss, Jan Kobow, Klaus Mertens, Weimarer Barockensemble, Ludger Remy

- Konzert auf Schloss Hundisburg: Mitteldeutsche Barockmusik, mit Siri Karoline Thornhill, Marek Rzepka, Telemann-Kammerorchester Michaelstein, Ludger Remy

- Johann Heinrich Rolle: Weihnachtsoratorium, mit Dorothee Mields, Gundula Anders, Britta Schwarz, Wilfried Jochens, Dirk Schmidt, Kammerchor Michaelstein, Kammerorchester Michaelstein, Ludger Remy

- Johann Ernst Prinz von Sachsen-Weimar: Concerti Nr.1-8 für Violine, Streicher, Bassclarinette, mit Anne Schumann, Sebastian Knebel, Ensemble Fürsten-Musik

- Anton Bruckner: Symphonie Nr. 8, c-moll, Staatskapelle Dresden, Leitung: Christian Thielemann[4]